# 丁戈尔芬-兰道县
丁戈尔芬-兰道县（Landkreis Dingolfing-Landau）是德国巴伐利亚州的一个县，隶属于下巴伐利亚行政区，首府丁戈尔芬。

## 華語譯名
由於兩岸對於德國行政區「Landkreis」翻譯的不同，台灣稱為「丁戈爾芬-蘭道郡」；中國大陸稱為「丁戈尔芬-兰道縣」。